# Агіульф
Агіульф або Айоульф, Агрівульф (*д/н —457) — король свевів в Галеції у 456—457 роках.

## Біографія
Про походження Агіульфа немає достеменних відомостей. Ймовірно походив зі свевської знаті — роду Варнів. Наскільки мав родинні зв'язки з королівською родиною — невідомо. У 456 році після поразки та загибелі короля Рехіара у боротьбі з вестготами, бургундами та римлянами, вестготським королем Теодоріка II призначається намісником у Галеції.
Втім Агіульф після відходу вестготів на південь, оголосив себе новим королем. Під його владою опинилася лише частина королівства — на південь від річки Мінью. Королю Агіульф протистояв Фрамта, якого підтримала свевська знать, що була ворожа вестготам. У свою чергу проти Агіульфа виступило вестготське військо. Агіульф у червні 457 року зазнав поразки й загинув у битві або його було страчено в м. Портукале (сучасте Порто). Замість нього свеви обрали Мальдру.